# Église Saint-Gengoult d'Annéot
L'église Saint-Gengoult est une église catholique située sur la commune d' Annéot, dans le département de l'Yonne, en France.

## Historique
Différents travaux de restauration et de mise en valeur ont été opérés de 2005 à 2017.
L'édifice est classé au titre des monuments historiques par arrêté du 2 juin 1911.

## Description
C'est un édifice à simple nef avec voûtes de pierre à nervures ogivales (fin du XVe siècle) avec un portail en plein cintre à colonnettes. Le tympan du XIIe siècle présente un Couronnement de la Vierge. Typique dans le midi de la France, le clocher-mur à deux baies est peu commun dans la région.